# Ruta 917 (Costa Rica)
La Ruta 917, oficialmente Ruta Nacional Terciaria 917, es una ruta nacional de Costa Rica ubicada en las provincias de Alajuela y Guanacaste.

## Descripción
En la provincia de Alajuela, la ruta atraviesa el cantón de Upala (el distrito de Dos Ríos).
En la provincia de Guanacaste, la ruta atraviesa el cantón de Liberia (el distrito de Mayorga).